# Buenos Aires Lawn Tennis Club

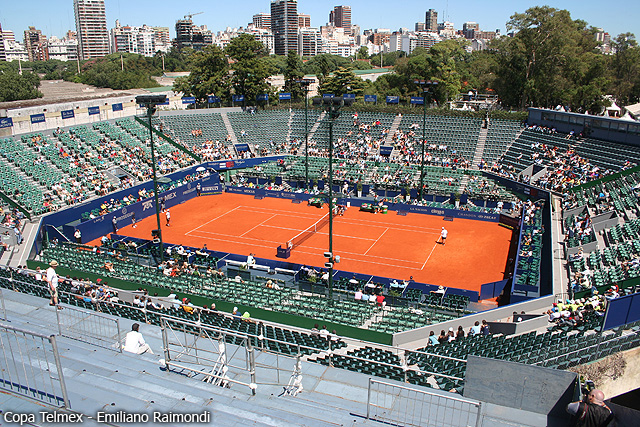
Quadra principal do Buenos Aires Lawn Tennis Club

O Buenos Aires Lawn Tennis Club é um local privado de tênis localizado no bairro de Palermo suburbio de Buenos Aires, Argentina. 
O clube é sede do ATP de Buenos Aires, um torneio do ATP World Tour jogando em piso de saibro. A quadra principal, Estádio Horacio Billoch Caride, tem capacidade 5,500 espectadores, o nome é em homenagem ao ex-presidente do clube Horacio Billoch Caride. O estádio é sede de confrontos da Copa Davis e Fed Cup.

## Ligações Externas
- Sitio Oficial
- Copa Claro website